# Copa Yeltsin de Voleibol Feminino
Copa Yeltsin de Voleibol Feminino é um campeonato amistoso de voleibol feminino realizado anualmente em Ecaterimburgo, na Rússia. Participam do torneio 6 seleções convidadas e a anfitriã Rússia.